# Де Као (Виченца)
Де Као је насеље у Италији у округу Виченца, региону Венето.
Према процени из 2011. у насељу је живело 72 становника. Насеље се налази на надморској висини од 379 м.